# Луцій Папірій Красс
Лу́цій Папі́рій Красс (лат. Lucius Papirius Crassus; 375 до н. е. — після 318 до н. е.) — політичний, державний і військовий діяч часів Римської республіки, консул 336 і 330 років до н. е.

## Життєпис
Походив з патриціанського роду Папіріїв, його гілки Крассів. Син Луція Папірія Красса, військового трибуна з консульською владою 368 року до н. е. Про молоді роки немає відомостей. 
У 340 році до н. е. його обрали претором. На той час тривала Друга Латинська війна. Внаслідок того, що один з консулів, Публій Децій Мус, загинув, а інший — Тит Манлій Імперіос Торкват — захворів, сенат ухвалив рішення про призначення диктатора. Ним став Луцій Папірій Красс. Він призначив своїм заступником, начальником кінноти, Луція Папірія Курсора. Красс та Курсор взяли в облогу місто-державу Анцій, проте не мали успіху.
У 336 році до н. е. його було обрано консулом разом з Цезоном Діулієм. Діяв проти аврунків. Вирішальна битва відбулася при Калах, де перемогу здобули римляни. Також велися військові дії проти сідицінів. У 330 році до н. е. його було вдруге обрано консулом разом з Луцієм Плавцієм Венноном. Разом з колегою придушив повстання у містах Прівернум та Фунди.
У 325 році до н. е. диктатор Луцій Папірій Курсор призначав Луція Папірія Красса префектом Риму. У 318 році до н. е. його було обрано цензором разом з Гаєм Менієм.
Про подальшу долю Луція Папірія Красса відомостей немає.